# 光放大器
光放大器（英語：Optical amplifier）是光纤通信系统中能对光信号进行放大的一种子系统产品。光放大器的原理基本上是基于激光的受激辐射，通过将泵浦光的能量转变为信号光的能量实现放大作用。光放大器自从1990年代商业化以来已经深刻改变了光纤通信工业的现状。

## 分类
光放大器一般可以分为光纤放大器和半导体光放大器两种。光纤放大器还可以分为掺铒(Er)光纤放大器，掺镨(Pr)光纤放大器以及拉曼放大器等几种。其中掺铒光纤放大器工作于1550nm波长，已经广泛应用于光纤通信工业领域。掺镨的放大器可以工作于1310nm波长，但是由于转换效率不理想，现在仍然处于实验室研究阶段。拉曼放大器是近几年开始商用化的一种新型放大器，主要应用于需要分布式放大的场合。半导体光放大器结构小巧，方便集成，一直被很多人看好。但是由于偏振效应不太理想，一直没有大规模商用化。

## 原理
掺铒光纤放大器（Erbium-doped Optical Fiber Amplifier，EDFA）的组成基本上包括了掺铒光纤，泵浦激光器，光合路器几个部分。基于不同的用途，掺铒光纤放大器已经发展出多种不同的结构。
EDFA的放大原理與雷射產生原理類似，光纖中掺雜的稀土族元素Er(3+)其亞穩態（meta-stable state）和基態（ground state）的能量差相當於1550nm光子的能量、
當吸收適當波長的泵浦光能量（980nm或1480nm）後，電子會從基態躍遷到能階較高的激發態（exciting state），接著釋放少量能量轉移到較穩定的亞穩態、在泵浦光源足夠時鉺離子的電子會發生居量反轉（population inversion），即高能階的亞穩態比能階低的基態電子數量多、當適當的光信號通過時，亞穩態電子會發生受激輻射效應，放射出大量同波長光子、但因為存在振動能階，所以波長不是單一而是一個範圍，典型值為1530~1570nm、

## 历史
最早研究掺铒光纤放大器的是英国南安普敦大学。

## 高功率半導體放大器
對於高輸出功率，光放大器具有錐形結構被使用。的波長範圍為633納米至1480納米。